# Habropetalum dawei
Habropetalum dawei är en tvåhjärtbladig växtart som först beskrevs av Huchinson och Dalziel, och fick sitt nu gällande namn av Airyshaw. Habropetalum dawei ingår i släktet Habropetalum och familjen Dioncophyllaceae. Inga underarter finns listade i Catalogue of Life.